# Rapisardo Antinucci
Rapisardo Antinucci (Costacciaro, 20 novembre 1955) è un politico italiano, socialista, già deputato e parlamentare europeo.

## Biografia
Nel 2005 viene eletto consigliere regionale del Lazio. Responsabile organizzativo dei Socialisti Democratici Italiani (SDI), è eletto deputato per le liste della Rosa nel Pugno alle elezioni politiche del 2006: alla Camera è membro della Commissione Ambiente, Territorio e Lavori Pubblici e della Commissione Trasporti, Poste e Telecomunicazioni. Partecipa alla fondazione del Partito Socialista nel 2007; termina il proprio mandato parlamentare nell'aprile 2008.
A giugno 2008 diventa eurodeputato (era stato candidato alle elezioni europee del 2004 nella lista di "Uniti nell'Ulivo"), subentrando a Nicola Zingaretti (nel frattempo eletto presidente della Provincia di Roma). Si iscrive al gruppo del Partito Socialista Europeo.
Nel 2009 lascia il Partito Socialista in polemica con la decisione della dirigenza del medesimo di partecipare alle elezioni europee nel cartello Sinistra e Libertà, in tale anno termina il proprio mandato a Strasburgo.